# Vliegenstrontjesmos
Het vliegenstrontjesmos (Amandinea punctata, synoniem: Buellia punctata (Hoffm.) A.Massal.) is een korstmos uit de familie Caliciaceae. Vliegenstrontjesmos is een korstvormig bruin tot grijs korstmos dat op hout en rotsen over de hele wereld groeit. Het groeit door, niet in het hout. Het geeft de voorkeur aan schors die zuur is. 

## Kenmerken
Uiterlijke kenmerken
Het thallus is poederachtig of knapperig, dun of middelmatig dik, met een glad oppervlak bedekt met fijne wratten of knobbels. Soms is het thallus nauwelijks merkbaar en vervaagt het. De kleur varieert van lichtgrijs tot donkergrijs, soms met een bruinachtige of groenachtige tint
De apothecia hebben een diameter van 0,2 tot 0,6 mm. Het zijn platte of bolle zwarte schijven met een dunne, ook permanente rand (excisulum).
Het vliegenstrontjesmos heeft geen kenmerkende kleurreacties
Microscopische kenmerken
De sporen worden gevormd per acht in een ascus. De bruine, soms iets versmalde sporen zijn 9–20 × 5–10 µm groot. Ze zijn tweecellig, acht van hen worden gevormd in elk sporenzakje. Hypothelium is bruin en hymenium 60-70 (100) µm dik. Er zijn eenvoudige of licht vertakte parafysen met gezwollen uiteinden.

## Verwarrende soorten
Het vliegenstrontjesmos  wordt veel verward met gewoon purperschaaltje (Lecidella elaeochroma), die verschilt in het gladde, witgrijze thallus met glanzende zwart-purperen apothecia en de voorkeur voor gladde schors van jonge bomen.

## Verspreiding
Een kosmopolitische soort, verspreid over de hele wereld. Het komt voor op alle continenten, inclusief Antarctica (hier werd het waargenomen op een granieten rots in Koningin Maudland). In Europa strekt het zich uit tot de Svalbard-archipel in het noorden.
In Californië is het een van de meest voorkomende korstmossen op bomen. Vanwege zijn tolerantie voor lage luchtvochtigheid is het een van de weinige epifytische korstmossen die aan bomen in de woestijnen van Californië groeien, waar het gewoonlijk groeit op het oude, droge hout van jeneverbessen, en soms gevallen pinyon-dennen en eiken, of op hun dode takken. Vergeleken met andere korstmossen is het bestand tegen luchtverontreinigende stoffen en andere gifstoffen zoals NO2 en SO2.

## Foto's

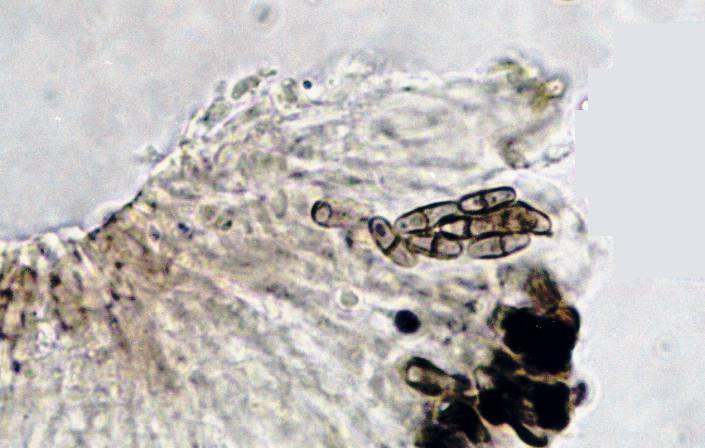
Sporen
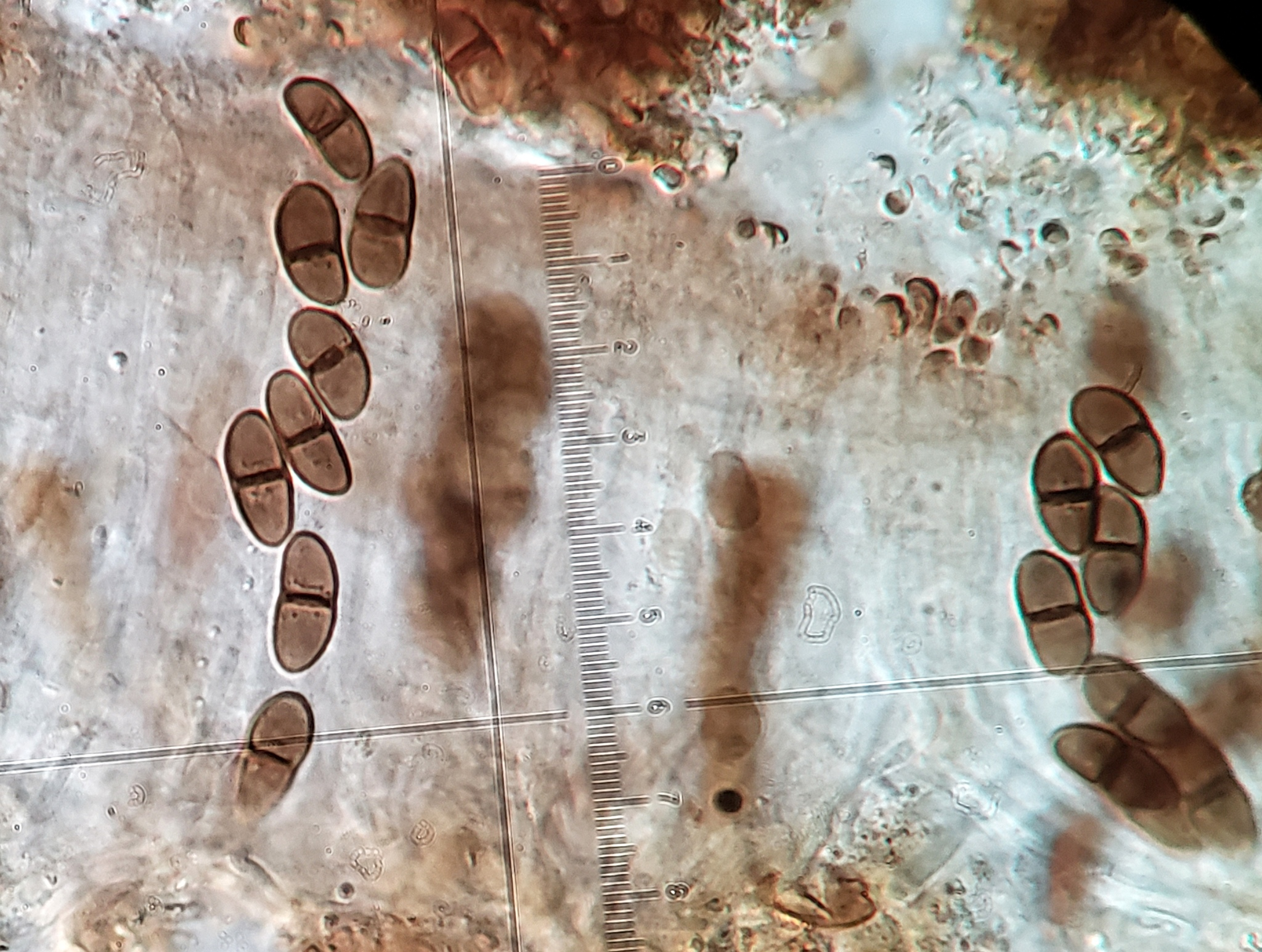
Sporen